# Burnett (Washington)
Burnett ist ein gemeindefreies Gebiet im Pierce County im US-Bundesstaat Washington. Es liegt unmittelbar südlich von Buckley an der Washington State Route 165 zwischen Buckley und dem Mount Rainier National Park.
Ein Postamt wurde 1888 unter dem Namen Burnett gegründet und bis 1927 betrieben. Die Gemeinde wurde nach Charles Hiram Burnett, Sr. benannt, einem im Kohlebergbau tätigen Geschäftsmann.